# Greding (Ortsteil)

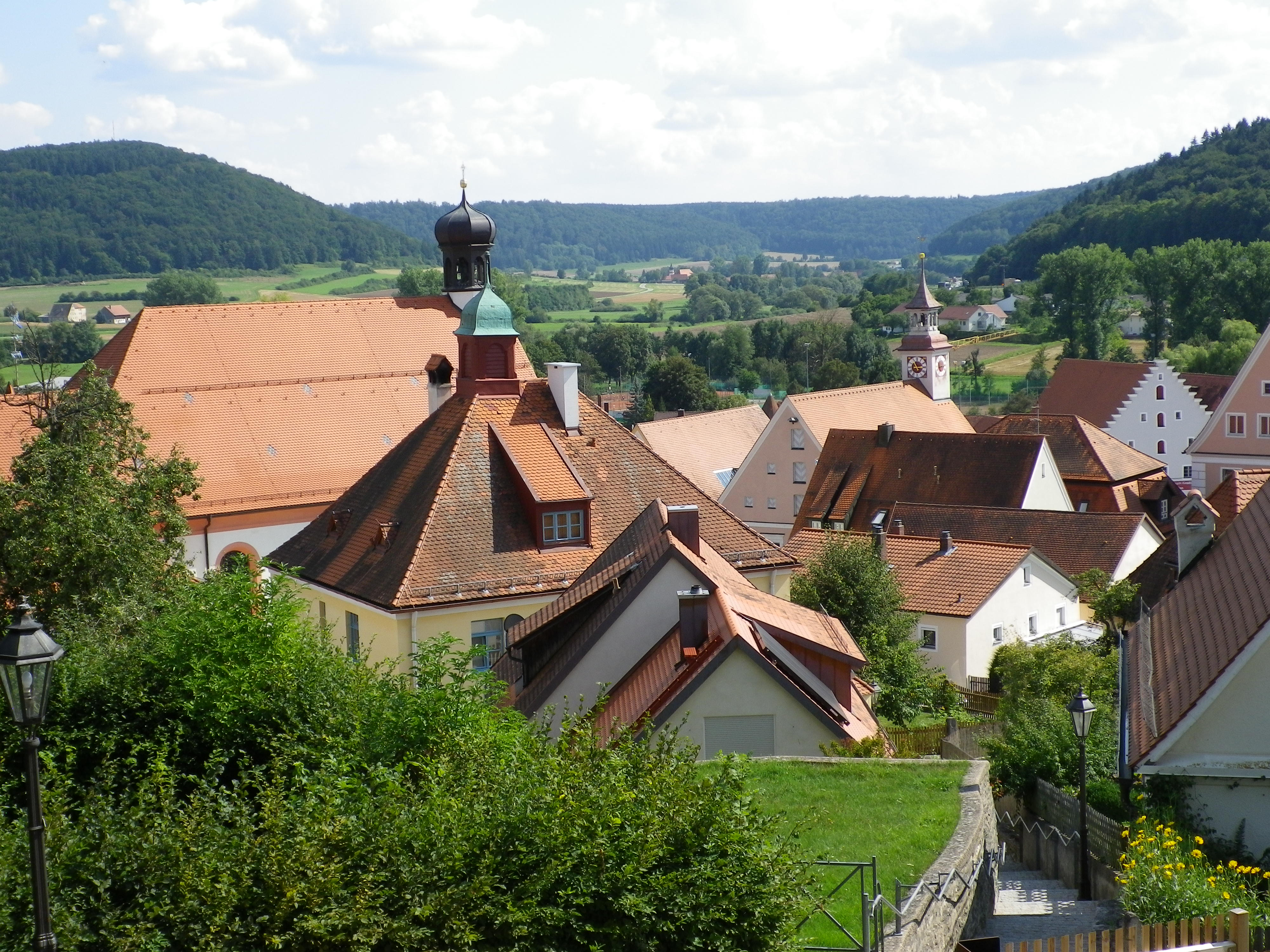
Blick auf Greding

Greding ist ein Gemeindeteil der Stadt Greding und deren Hauptort im Landkreis Roth (Mittelfranken, Bayern). Die Gemarkung Greding hat eine Fläche von 13,236 km² und ist in 2901 Flurstücke aufgeteilt, die eine durchschnittliche Flurstücksfläche von 4562,49 m² haben. In ihr liegen neben dem namensgebenden Ort die Gemeindeteile Buganderl-Keller und Distelmühle.

## Geographie

### Lage
Benachbarte Orte von Norden beginnend:
- Röckenhofen
- Herrnsberg
- Landerzhofen
- Kaising
- Mettendorf
- Heimbach
- Kraftsbuch
- Hausen

Greding liegt 36 km nördlich von Ingolstadt an der Bundesautobahn 9.
Greding befindet sich im Zentrum des Naturparks Altmühltal. Die Stadt ist staatlich anerkannter Luftkurort.
- Fluss: Schwarzach, Agbach
- Berge: Kalvarienberg, Galgenberg, Pfaffenberg

### Klima
Das Klima in Greding ist gemäßigt. Die Temperatur beträgt im Jahresdurchschnitt 8,4 °C, die durchschnittliche jährliche Niederschlagsmenge 707 Millimeter.
|                        | Jan  | Feb  | Mär  | Apr  | Mai  | Jun  | Jul  | Aug  | Sep  | Okt  | Nov | Dez  |   |      |
| Mittl. Temperatur (°C) | −1,4 | −0,1 | 4    | 8,3  | 12,8 | 16,1 | 17,8 | 17,2 | 13,8 | 8,7  | 3,6 | −0,1 | ⌀ | 8,4  |
| Mittl. Tagesmax. (°C)  | 1,4  | 3,3  | 8,4  | 13,4 | 18,3 | 21,6 | 23,4 | 22,7 | 19,1 | 13,2 | 6,4 | 2,4  | ⌀ | 12,8 |
| Mittl. Tagesmin. (°C)  | −4,1 | −3,5 | −0,3 | 3,2  | 7,3  | 10,6 | 12,2 | 11,7 | 8,6  | 4,3  | 0,8 | −2,6 | ⌀ | 4,1  |
|                        |      |      |      |      |      |      |      |      |      |      |     |      |   |      |
| Niederschlag (mm)      | 46   | 41   | 45   | 49   | 70   | 88   | 83   | 79   | 57   | 48   | 49  | 51   | Σ | 706  |

| −4,1 |

| −3,5 |

| −0,3 |

| 3,2 |

| 7,3 |

| 10,6 |

| 12,2 |

| 11,7 |

| 8,6 |

| 4,3 |

| 0,8 |

| −2,6 |

| −4,1 |

| −3,5 |

| −0,3 |

| 3,2 |

| 7,3 |

| 10,6 |

| 12,2 |

| 11,7 |

| 8,6 |

| 4,3 |

| 0,8 |

| −2,6 |

## Geschichte

### Bis zum 10. Jahrhundert
Zwischen 10.000 und 6000 v. Chr. gibt es erste Siedlungsspuren (Holzkohlenreste, Hundekiefer) am Euerwanger Bühl. Auf dem Hofberg bei Obermässing, in Schutzendorf und bei Attenhofen wurden zwischen 1400 und 1200 v. Chr. Hügelgräber errichtet. Keltische Siedlungsspuren bei der Distelmühle sind im 2. Jahrhundert vor Christus gefunden. Diese wurden als zweite aufgefundene prähistorische Wohnstätte in Bayern 1910 erforscht.
Aus der ersten Hälfte des 6. Jahrhunderts wurden erste Rodungsnachweise der Bajuwaren im Schwarzachtal bei Greding-Großhöbing. Der bajuwarische Ortsname „Gred-ing“ bedeutet so viel wie bei den Leuten des „Gredo“ oder „Grado“. Der Personenname „Grado“ oder „Gredo“ selbst steht für „der Begierige, der Hungrige“. Der Ortsname „Höb-ing“ geht auf die Wohnstätte eines „Hebo“ oder „Habo“ zurück. „Hebo“ oder „Habo“ bezeichnet „den Kämpfer“. Da es sich bei Greding und Höbing – auf Grund der frühzeitlichen Bedeutung – sicherlich um einen echten „-ing“-Ort handelt, bezieht sich das Suffix „-ing“ auf eine „Personengruppe“ (und nicht auf eine geographische Gegebenheit = unechter „-ing“-Ort).
Um 600 n. Chr. wurden eine Wassermühle und ein künstliches Stauwehr bei Großhöbing gebaut. Wahrscheinlich wurde zu dieser Zeit bereits Eisenerz verarbeitet. Die Siedlung (Groß-)Höbing umfasste circa 200 bis 250 Personen.
Um 700 n. Chr. war der Gredinger Gemeindeteil (Groß-)Höbing wichtiger Grenzposten (wahrscheinlich der baierischen Huosi-Sippe; vgl. Fund eines Tuffsteinsarkophags in der Max-Müller-Straße, St. Martin als Huosisippenpatron, die Namen der Gredinger Ortsteile usw.) im Herzogtum Bayern an der Fernhandelsstraße von der Nordsee nach Venedig. Zugleich war dieser Ort wichtiger Produktionsort für die „Waffenindustrie“ der Bajuwaren. Bei Großhöbing lassen sich aus dieser Zeit noch Eisenschlacken, Rennfeueröfen, Holzkohlemeiler, Wetzsteine und eine künstlich angelegte Lände für Schiffe nachweisen. Transportiert wurde das bearbeitete Eisenerz (und eventuell die Waren von Venedig und der Nordsee) über den Wasserweg (Schwarzach, Altmühl, Donau) in die damalige bajuwarische Residenzstadt Regensburg.
Karl Martell fiel um 725 im nördlichen Herzogtum Bayern ein (vgl. Geschichte Bayerns). Um diese Zeit dürfte das bayerische Hochadelsgeschlecht bei Großhöbing („Fürst von Höbing“; ausgestellt im Archäologie-Museum Greding) bestattet worden sein. Circa im Jahr 740 wurde ein Kloster in Eichstätt (Vorgänger des Bistums Eichstätt) durch Herzog Odilo von Bayern, Bonifatius und den bayerischen Hochadeligen Suitger, der umfangreichen Besitz im Raum Eichstätt und im Raum Salzburg/Reichenhall hatte, gegründet. 745 oder 750 n. Chr. stellte Pippin das Bistum Eichstätt unter karolingische Verwaltung. Herzog Tassilo III. von Bayern wurde durch Karl den Großen 788 abgesetzt. Das ganze Herzogtum Bayern kam unter fränkisch-karolingische Verwaltung. Als Verwaltungsstützpunkte wurden so genannte Königshöfe („curie“) errichtet.
Um 900 war Greding ein fränkischer Königshof auf dem bayerischen Nordgau und wurde von den Karolingern (als Reichslehen) an die Nordgaugrafen aus dem Geschlecht der Babenberger (Linie Popponen) verliehen. Der Nordgau ist größtenteils vergleichbar mit der heutigen Oberpfalz. Die Babenberger sollen Nachkommen aus der Sippe des um 765 genannten „nobilis vir Poapo“ (=Pabo/Babo) aus dem Geschlecht der Huosi sein. Der bayerische Herzog und karolingische König Ludwig das Kind übergab nach 900 Greding (im Zuge der Babenberger Fehde) aus dem Besitz der Babenberger Nordgaugrafen (Linie Popponen) an den Bischof von Eichstätt.
Graf Babo/Papo/Poppo von Rott (am Inn), der Sohn des Grafen Pilgrim I. an der Sempt (=Gebiet zwischen Moosburg und Landshut; aus dem Geschlecht der Pilgrimiden), hatte um 945 unter anderem Besitz in Biberbach. Dies liegt bei Beilngries unterhalb der späteren Burg Hirschberg im Dreieck der drei Nachbarstädte Beilngries, Berching und Greding. Dieser Graf Babo/Papo/Poppo dürfte mit größter Wahrscheinlichkeit der Stammvater der späteren Babonen von Kühbach (bei Aichach) bzw. der Babonen von Abensberg (bei Kelheim) gewesen sein. Die Babonen von Kühbach sind ihrerseits die Vorfahren der späteren Grafen von Grögling-Hirschberg. Die Pilgrimiden und die Grafen von Grögling-Hirschberg waren Hauptvögte des Hochstifts Freising. Auch die Pilgrimiden sollen Nachkommen aus der Sippe des „nobilis vir Poapo“ (=Pabo/Babo) sein.
Ende des 10. Jahrhunderts war Greding wieder Reichslehen der Babenberger (Popponen) auf dem bayerischen Nordgau. Wann und wie der Wechsel von Eichstätt zu den Babenbergern (Linie Popponen) vollzogen wurde (möglicherweise durch Gewaltanwendung) ist nicht bekannt.

### 11. bis 15. Jahrhundert
Nach der Schweinfurter Fehde 1003 werden große Teile des bayerischen Nordgaus durch König Heinrich II. an Graf Udalschalk aus dem Geschlecht der Babonen von Kühbach übergeben. Greding selbst wird im Rahmen dieser Fehde durch den späteren Kaiser Heinrich II. dem Babenberger Nordgaugrafen Heinrich von Schweinfurt erneut weggenommen und kommt in den Besitz des Bischofs von Eichstätt. Nach dieser Fehde verlegt Nordgaugraf Heinrich seinen Machtmittelpunkt von Sulzbach (heute Sulzbach-Rosenberg) in Richtung Schweinfurt (vgl. auch Schweinfurt (Adelsgeschlecht)). Graf Udalschalk aus dem Geschlecht der Babonen von Kühbach verstirbt 1008. Heinrich von Schweinfurt erhält Teile des Nordgaus wieder von Kaiser Heinrich II. zurück. Die Babonen sollen auch auf den „nobils vir Poapo“ zurückgehen. Graf Sieghard V. (aus dem Geschlecht der Chiemgaugrafen der Sieghardinger mit Stammsitz in Reichenhall) schenkt um 1015 seinen Besitz im Gredinger Ortsteil Esselberg an das Kloster St. Emmeram in Regensburg, um so sein Seelenheil zu retten. Eventuell stammt dieser Besitz in Esselberg von den Pilgrimiden ab, denn der Neffe Thiemo des Grafen Babos/Papos/Poppos (vgl. „um 945“) wird 1007 als Graf von Reichenhall bezeichnet. Die Sieghartinger sind durch Hochzeiten die Rechtsnachfolger der Huosi im Chiemgau geworden. Somit dürfte der Besitz der Sieghartinger im Raum Greding ursprünglich auf die Huosi zurückgehen. Greding muss zwischen 1003 und 1058 wieder (gewaltsam?/Gütertausch mit dem neu errichteten Bistum Bamberg?) dem Bischof von Eichstätt weggenommen worden sein, da es 1058 abermals im Besitz der Babenberger Nordgaugrafen aus der Linie der Popponen Otto von Schweinfurt (auch Otto III. (Schwaben) genannt) ist. Als dieser 1058 stirbt, entzieht König Heinrich IV. Ottos Witwe Irmengard das Gut Greding und unterstellt es seiner Reichsverwaltung. Markgraf Ekbert I. von Meißen, der zweite Ehemann der Witwe Irmengard, gilt 1062 als einer der Anführer im Staatsstreich von Kaiserswerth und stellt Ansprüche auf Greding. Zusammen mit dem bayerischen Herzog Otto von Northeim und anderen Fürsten entführt diese Gruppe den jungen König Heinrich IV. und erpresst so für kurze Zeit die Reichsinsignien. De facto lag die Reichsführung bis 1065 bei dieser Gruppe. König Heinrich IV. wird durch die Schwertleite am 29. März 1065 wieder in sein Amt eingesetzt. Otto von Northeim muss 1070 als bayerischer Herzog abdanken, nachdem er angeblich dem König nach dem Leben trachtete. Greding erscheint 1064 oder 1065 im Tafelgüterverzeichnis König Heinrichs IV. als „Gradinga“ unter den „curie de bawaria“ (als bayerischer Königshof unter den Reichsgütern). Zeitlich fällt die Erstellung dieses Tafelgüterverzeichnisses mit der Schwertleite von König Heinrich IV. nach dessen Entführung zusammen. In diesem Verzeichnis ist auch aufgelistet, das Greding fünf Servitien an den König zu leisten hatte. (Ein Servitium umfasste 5 Kühe, 40 Schweine, 7 Saugschweine, 50 Hennen, 500 Eier, 10 Gänse, 90 Käse, 19 Pfund Wachs und 4 große Fuder Wein.) Da zu dieser Zeit Nürnberg sieben Servitien zu leisten hatte und Weißenburg nur Eines musste Greding damals wesentlich bedeutender als heute gewesen sein.
Kaiser Heinrich IV. hat vor 1086 Greding wieder an den Bischof von Eichstätt übergeben. Markgraf Ekbert II. entfremdet 1086 und 1090 zweimal dem Bischof von Eichstätt das Gut Greding und bringt es in seine Gewalt. Nachdem Ekbert II. dem König nach dem Leben trachtete, wurde er 1090 von königlichen Truppen ermordet. Kaiser Heinrich IV. (bekannt durch seinen Gang nach Canossa) übergibt am 5. Mai 1091 im italienischen Bassano del Grappa (nach der erfolgreichen Belagerung der Stadt Mantua im Kampf gegen den Papst) „Gredingen, das im Nordgau im Besitz Heinrichs liegt“ und „das schon seit Urzeiten seine königlichen und kaiserlichen Vorgänger besessen hatten und von Feinden (zweimal) weggenommen worden war“ wegen „des Seelenheils seiner Eltern und seines Seelenheils“ zum dritten Mal, „für immer“ an seinen treuen Diener, den Bischof Udalrich I. von Eichstätt. Heinrich, der „Besitzer“ (Verwalter) von Greding war Graf an der unteren Altmühl (Kelsgau) und ein Enkel des Regensburger Burggrafen Babo I. von Abensberg aus dem Geschlecht der Babonen, denen eine verwandtschaftliche Beziehung zum „nobilis vir Poapo“ aus dem Geschlecht der Huosi nachgesagt wird. Dies gilt als erst urkundliche Ernennung der Stadt Greding. Graf Heinrich von Northeim (auch genannt Heinrich der Fette, Sohn des Grafen Otto von Northeim) tritt 1091 oder 1093 das Erbe seines kinderlos verstorbenen Schwagers Ekbert II. an und fordert Greding vom Kaiser zurück. Kaiser Heinrich IV. gibt 1093 Greding an Heinrich von Northeim, damit er sich dessen politischer Unterstützung sicher sein konnte. Der bisher sehr „treue“ Bischof Udalrich I. von Eichstätt ist seit dieser Übertragung von Greding nicht mehr im Umfeld des Kaisers nachweisbar. Richenza von Northeim, die Tochter des Grafen Heinrich von Northeim, heiratet um 1100 den Herzog Lothar von Sachsen und bringt als Mitgift (einen Anspruch auf) Greding in diese Ehe ein. 1125 wird Lothar von Sachsen überraschend zum deutschen König gewählt (später Kaiser Lothar III. (HRR)). König Lothar betrachtet Greding als „Mitgift“ seiner Frau und fordert die beiden Stauferbrüder Friedrich II. von Schwaben und Konrad (den späteren römisch-deutschen König Konrad III.) auf, Greding herauszugeben. Herzog Friedrich, der Unterlegene bei der Königswahl, und sein Bruder Herzog Konrad (beide Enkel des Kaisers Heinrich IV.) betrachten Greding als ihr großväterliches Erbe (salisches Hausgut) und geben – gegenüber König Lothar – ihren Anspruch auf Greding nicht auf. König Lothar überträgt 1127 sein Stammesherzogtum Sachsen, die Reichsstadt Nürnberg und (aus strategischen Gründen?) Greding an seinen Schwiegersohn, den bayerischen Welfenherzog Heinrich den Stolzen. Dieser Heinrich der Stolze war auch der Vater des späteren bayerischen Welfenherzogs Heinrich der Löwe. Es kommt im Gebiet um Greding im Sommer 1127 zu Kämpfen zwischen König Lothar (zusammen mit seinem Schwiegersohn Heinrich dem Stolzen) und den beiden Stauferbrüdern Friedrich und Konrad. Die Stauferbrüder Friedrich und Konrad gewinnen nach 1127 diese Kämpfe im Raum Greding und rufen 1127 Konrad zum Gegenkönig aus. Die Staufer beginnen sofort das Gebiet um Greding mit getreuen Adelsgeschlechtern aus dem südbayerischen Raum (vornehmlich aus dem Gebiet Reichenhall/Berchtesgaden, Freising und aus Niederbayern) zu sichern. Es erscheinen unter anderem die Herren von (Hilpolt-)Stein, die Herren von Höbing, von Mässing, von Stauf im Gebiet um Greding. Diese Geschlechter spenden sehr viele Güter aus dem Raum Greding/Thalmässing an das Stift Berchtesgaden (spätere Fürstpropstei Berchtesgaden), eine Gründung der Grafen von Sulzbach. Initiiert wurde die Gründung des Stiftes Berchtesgaden durch die Gräfin Irmgard von Rott (zu den Grafen von Rott am Inn vgl. auch die Ausführungen „um 945“), der Ehefrau des Grafen Gebhard II. von Sulzbach und somit Großmutter der Gräfin Gertrud von Sulzbach, Ehefrau des Königs Konrad. Schließlich hatte das Stift Berchtesgaden Besitz in circa 25 Orten und Dörfern um Greding/Thalmässing (bezeichnet als Verwaltungseinheit „Propstei Höbing“ beziehungsweise „Münchhöbing“). Zwei Jahre nach diesem Krieg (1129) wird das Kloster Plankstetten (heute zur Stadt Berching gehörend) durch die späteren Grafen von Hirschberg gegründet. Zur Grundausstattung dieses Klosters gehört auch alter Kühbacher Besitz auf dem Nordgau. Zeugen dieser Klostergründung waren unter anderen die Herren von Höbing aus dem Geschlecht der Babonen (vgl. Werner Robl, Die Höbinger und Hilpoltsteiner sind Paponen-Agnaten, 2014)
Im 12. und 13. Jahrhundert wird der Nordgau von den Grafen von Grögling-Hirschberg (mit Sitz auf dem Hirschberg bei Beilngries) und den Grafen von Sulzbach (vgl. Sulzbach (Adelsgeschlecht)) für das Kaisergeschlecht der Staufer verwaltet. Beide Grafengeschlechter sind sehr eng miteinander verwandt. Der Staufer Gegenkönig Konrad, der seit 1138 alleiniger König von Deutschland war, ist seit 1135/36 mit Gertrud von Sulzbach verheiratet. Die um Greding sitzenden Geschlechter gehören größtenteils zum Gefolge der Grafen von Sulzbach.
Aus den Orten Greding, Hirschberg, Fribertshofen, Plankstetten, Pollanten und Töging sendet Bischof Gebhard von Eichstätt (der spätere Papst Viktor II.) 100 Ritter und 300 Fußknechte (darunter 10 Knechte des Abtes vom Kloster Plankstetten) dem Staufer-König Konrad 1147 für seinen zweiten Kreuzzug. Die Führung hatte der Grafen Gebhard von Sulzbach und Gerhard von Hirschberg. Nur Graf Gerhard von Hirschberg kehrt von den Teilnehmern aus dem Raum Greding/Berching/Beilngries von diesem Kreuzzug zurück. Bischof Otto von Eichstätt gibt 1182 oder 1196 der Martinskirche die kirchliche Weihe. Die Grafen von Sulzbach sterben 1188 in männlicher Linie aus. Große Teile des Nordgaus fallen an die mit ihnen eng verwandten Grafen von Hirschberg. Um diese Zeit (1186–1190) erscheint erstmals die Ortsbezeichnung „Greding“ in einer Urkunde. „Pernhart de Greding“ ist Zeuge bei einer Schenkung an das Kloster St. Emmeram in Regensburg (trad. Kloster St. Emmeram, Nr. 988). Im Gegensatz zu „Greding“ hat der Nachbarort „Thalmaezingen“ in dieser Urkunde noch die ursprüngliche „-en“-Endung. Greding verliert somit seine „-en“-Endung rund ein Jahrhundert früher als die Bischofsstadt Freising (1287 noch als „Freisingen“ belegt, 1290 erstmals als „Freising“).
Ein kaiserlicher Reichsbeamter „Konrad von Greding“ ist 1220 für die Verwaltung von Greding verantwortlich. Die Gredinger Bürger schicken 1240 Truppen nach Italien, um den Staufer-Kaiser Friedrich II. in seinem Kampf gegen den Papst (Vorherrschaft in Mitteleuropa) zu unterstützen. Der Papst belegt deshalb Greding mit dem Kirchenbann. In dieser Bannaussprechung wird erstmals von Gredinger Bürgern („cives“) gesprochen.
Mit Graf Gebhard VII. stirbt 1305 das Geschlecht der Grafen von Grögling-Hirschberg aus. Gebhards Grafschaft wird im Gaimersheimer Vertrag von 1305 zwischen dem Bischof von Eichstätt und dem Haus Wittelsbach aufgeteilt. Greding bleibt jedoch Reichsgebiet und gehört somit weder dem Bischof von Eichstätt noch den Wittelsbachern. König Heinrich VII. gibt, damit „seiner Gemahlin Margareta, seiner Kinder und seiner Vorfahren“ gedacht wird, am 23. Januar 1311 im italienischen Mailand die Stadt Greding „im Nordgau“ wieder an den Bischof von Eichstätt zurück, „nachdem er aus beweiskräftigen Dokumenten ersehen habe, dass es seit alters her zur Eichstätter Kirche gehört hatte“. In dieser Urkunde wird Greding erstmals Stadt („oppidum“) genannt und in dieser Urkunde erscheint letztmals der Begriff Nordgau in der bayerischen Geschichte. Die Selbstverwaltung der Stadt Greding ist mit einem Inneren und einem Äußeren Rat 1340 belegt. Das älteste Stadtsiegel Gredings (König mit Krone und Zepter), das von 1341 bis 1400 in Abdrucken überliefert ist, weist auf den einstigen Fränkischen Königshof in Bayern („curie de Bawaria“) hin. Kaiser Ludwig IV., genannt Ludwig der Bayer, beansprucht Greding 1344 für kurze Zeit noch einmal für das Reich. Aber nach Kenntnisnahme der Urkunden Heinrichs IV. und Heinrichs VII. gibt er Greding wieder an den Bischof von Eichstätt zurück. Fürstbischof Albrecht I. von Hohenfels verleiht Greding die Halsgerichtsbarkeit. Unter dem Eichstätter Fürstbischof Friedrich IV. von Oettingen (1383–1415) entsteht 1383 die Stadtmauer mit einer Länge von 1250 Metern, 3 Toren und 20 Türmen. In Greding wird 1384 ein Stadtgericht erwähnt. Der Stadtrichter Götzel Gotzwein/Gößwein spricht im Namen seines Herren, des Heinrich von Morsbach und der Bürger von Greding Recht.
Im Zusammenhang mit einer Messstiftung 1439 wird in einer Bestätigungsurkunde von Bischof Albrecht erstmals die Grabkirche St. Magdalena genannt. Greding erhält durch Eichstätter Fürstbischof Johann III. von Eych 1446 eine Rats- und Gemeindeordnung. Die Stadt wird in vier Viertel (Falterviertel, Mausviertel, Neuviertel und Agbruckviertel) aufgeteilt, welche jeweils von einem Viertelmeister vertreten wurde. Auf dem Platz der späteren St.-Jakobs-Kirche (heutige Pfarrkirche) entsteht 1448 eine Kapelle. Der Eichstätter Fürstbischof Wilhelm von Reichenau (1464–1496) lässt 1464 das Agbrucktor (Eichstätter Tor), Fürstentor (Beilngrieser Tor) und Faltertor (Hausener Tor, Nürnberger Tor) und die 20 Türme ausbauen und verstärken. In Greding ist 1487 erstmals das Schulwesen belegt.

### 16. bis 18. Jahrhundert
Im Jahr 1503 wird Greding durch eine große Feuersbrunst über mehrere Tage zerstört: „Fünf und vierzig Heuser sein gefallen dazumal, Vierundvierzig Städl und Zimmer überall; Zween Thorturm und ein kleiner auf dem Rathaus, auch einer aus der Stadtmauer herauß.“ Im Bauernkrieg 1525 nimmt der „Mässinger Haufen“ Greding ein und plündert den Zehentstadel. Pfalzgraf Friedrich II. befreit aber bald danach wieder die Stadt. Der Eichstätter Fürstbischof Johann Konrad von Gemmingen bestätigt Greding 1595 erneut die verliehene Halsgerichtsbarkeit. 1605 wird Greding von der Pest heimgesucht. Die Schweden stürmen im Dreißigjährigen Krieg 1633 die Stadt, plündern sie und brennen das Rathaus, die St.-Jakobs-Kapelle, die Agbruckmühle und die Distelmühle sowie ein Bürgerhaus nieder. 1634 grassiert erneut die Pest in der Stadt und fordert 307 Opfer (215 Einwohner, 92 aus den umliegenden Dörfern). Die Schweden halten sich immer noch im Gebiet um Eichstätt auf.1648 suchen abermals die Schweden Greding heim; die gesamten Kriegsausgaben (einschließlich der Kontribution an die Schweden) belaufen sich auf 18.728 Gulden (zum Vergleich: ein Handwerksanwesen in Greding kostet 300 bis 600 Gulden) ohne die Privatschäden der Bevölkerung. Nach einem fürchterlichen Gewitter 1693 steht das Wasser in Greding bis zu 2,70 Meter hoch. Viele Bewohner retten sich auf ihre Hausdächer. 48 Häuser und „29 Städel“ sind überflutet. Rund 90 Meter des Mauerwerks brechen durch den Wasserdruck aus der Stadtmauer heraus. Es sind zwei Menschenleben und sehr viele „Viecher“ zu beklagen. Der Fürstbischof von Eichstätt gewährt wegen der hohen Schäden den Gredinger Bürgern Steuervergünstigungen. Fürstbischof Johann Euchar Schenk von Castell lässt von 1693 und 1696 das fürstbischöfliche Jagdschloss nach den Plänen von Jakob Engel bauen. Fürstbischof Johann Martin von Eyb veranlasst 1699 den Neubau des Gredinger Rathauses. 1701 kommt die Pest wieder in die Stadt und fordert 13 Menschenleben. Der Eichstätter Hofbaumeister Gabriel de Gabrieli errichtet zwischen 1725 und 1727 die Stadtpfarrkirche St. Jakob, welche 1728 vom Eichstätter Fürstbischof Franz Ludwig Schenk von Castell die St.-Jakobs-Kirche geweiht wird. Noch einmal 1741 fordert die Pest in Greding 40 Menschenleben und Gabriel de Gabrieli erbaut neben dem fürstbischöflichen Schloss das fürstbischöfliche Jägerhaus, das später als Schule diente. 1770 und 1771 ist eine große Hungersnot in Greding. Das Gredinger Gebiet wird 1796 durch die Franzosen besetzt.

### 19. Jahrhundert
Im Zuge der Säkularisation 1802 wird das Hochstift Eichstätt aufgelöst. Am 27. November 1802 entpflichtete Fürstbischof Joseph von Stubenberg in seiner Sommerresidenz Greding seine Untertanen. Zwei Tage später ergreift der bayerische Kurfürst Besitz von Eichstätt. Greding kommt durch den Vertrag von Paris (1802) zum Kurfürstentum Salzburg und damit zum Großherzogtum Toskana. 1806 wird Bayern Königreich. Greding wird (zusammen mit Eichstätt) aus dem Kurfürstentum Salzburg-Toskana in das neue Königreich Bayern eingegliedert und dem General-Landeskommissariat Neuburg an der Donau unterstellt. Zwei Jahre später kommt Greding zum bayerischen Altmühlkreis mit Sitz in Eichstätt und 1810 zum bayerischen Oberdonaukreis mit Sitz in Eichstätt. 1809 wird Greding mit Hausen und Mettendorf zu einem Steuerdistrikt zusammengefasst und 1811 wieder aufgelöst. 1812 wird das Landgericht Raitenbuch wegen der mangelnden Räume aufgelöst und danach im Fürstenschloss in Greding zusammen mit dem Rentamt untergebracht. Der Oberdonaukreis war der Vorläufer des heutigen Regierungsbezirks Schwaben. Der Sitz des Generalkreiskommissariats für den Oberdonaukreis wird 1817 von Eichstätt nach Augsburg verlegt. Das Gebiet um Eichstätt kommt zum Regenkreis. In der Folgezeit wechseln die Orte Eichstätt, Beilngries und Greding mehrmals zwischen dem Regenkreis (heute Oberpfalz) und dem Rezatkreis (heute Mittelfranken) hin und her. 1818 hatte Greding 912 Einwohner (433 Männer und 479 Frauen) in 174 Häusern und 195 Familien.
1880 wird zwischen Mittelfranken (vormals Rezatkreis) und der Oberpfalz (vormals Regenkreis) die Grenze bereinigt. Greding wird zum 1. Januar 1880 aus dem Bezirksamt Beilngries, das heute größtenteils zum Landkreis Eichstätt gehört, ausgegliedert und zusammen mit dem vor 1880 noch oberpfälzischen Hilpoltstein (damals noch zum Bezirksamt Neumarkt in der Oberpfalz gehörig), zum neuen Bezirksamt Hilpoltstein in Mittelfranken vereinigt. Die Lokalbahn von Roth nach Greding (die „Gredl“) wird 1888 eröffnet.
1899 wurde durch die jetzige Raiffeisen die Stromversorgung in Greding errichtet. Der Strom wurde mithilfe eines Generators in der Achmühle erzeugt.

### 20. Jahrhundert
1929 wurde das Finanzamt Greding, von 1812 bis 1920 als Rentamt bezeichnet wird aufgelöst. Zwischen 1935 und 1938 wird die Reichsautobahn, welche heute als A 9 bekannt ist, von München nach Nürnberg mit der Anschlussstelle Greding gebaut. Das Amtsgericht Greding wurde am 1. November 1944 dem Landgericht Nürnberg-Fürth unterstellt und es fanden einmal in der Woche Sprechtage statt. Mit Regierungsverordnung vom 1. Juli 1959 wurde es komplett aufgelöst. 1953 wurde ein Hochwasserumleitungsgraben für den Agbach gebaut. 1955/56 wurde ein neues Schulgebäude an der Berchinger Straße gebaut. 1966 wurde die Schule erweitert, 1970 ein Turnhalle gebaut und 1975 ein Hallenbad. Am 14. Februar 1959 wurde die Gendarmerie nach Hilpoltstein verlegt. 1964 wurde die Erprobungsstelle (Wehrtechnische Dienststelle 81) für Fernmeldegeräte und Elektronik von Surendorf nach Greding verlegt. Zuerst war diese im Fürstbischöflichen Schloss eingemietet und später wurde auf dem Kalvarienberg Richtung Röckenhofen gebaut. Erster Leiter war der spätere gredinger Ehrenbürger Alfred Forstmeyer.

## Religionen
Die Bevölkerung von Greding ist überwiegend römisch-katholisch. Es ist Sitz der Pfarrei St. Jakobus Greding. In Greding ist auch noch die Grabkirche und die Martinskirche.
Die evangelische Kirchengemeinde baute 1967 die Apostelkirche. Sie wurde viele Jahre vom Pfarrer von Offenbau betreut. Mittlerweile ist der Pfarrer von St. Gotthard Thalmässing, Dekanatsbezirk Weißenburg zuständig.

### Bruderschaften
Die Sebastiansbruderschaft wurde 1500 gestiftet um Armen, Kranken und Notleidenden zu helfen und Verstorbenen in Gebet, Andacht und Gottesdienst zu gedenken. Noch vor 1600 wurde im Zuge der Gegenreformation eine zweite Bruderschaft zur Verehrung des Allerheiligsten Altarsakramentes gestiftet: Die Corpus-Christi-Bruderschaft. Die Bruderschaft erhielt von Papst Urban VIII. am 6. März 1624 die kirchliche Erlaubnis. Am 24. Januar 1752 bestätigte Papst Benedikt XIV. die Corpus-Christi-Bruderschaft und vereinigte sie mit der Sebastiansbruderschaft.

## Kultur und Sehenswürdigkeiten
In den über 900 Jahren Geschichte entstanden einige Sehenswürdigkeiten.

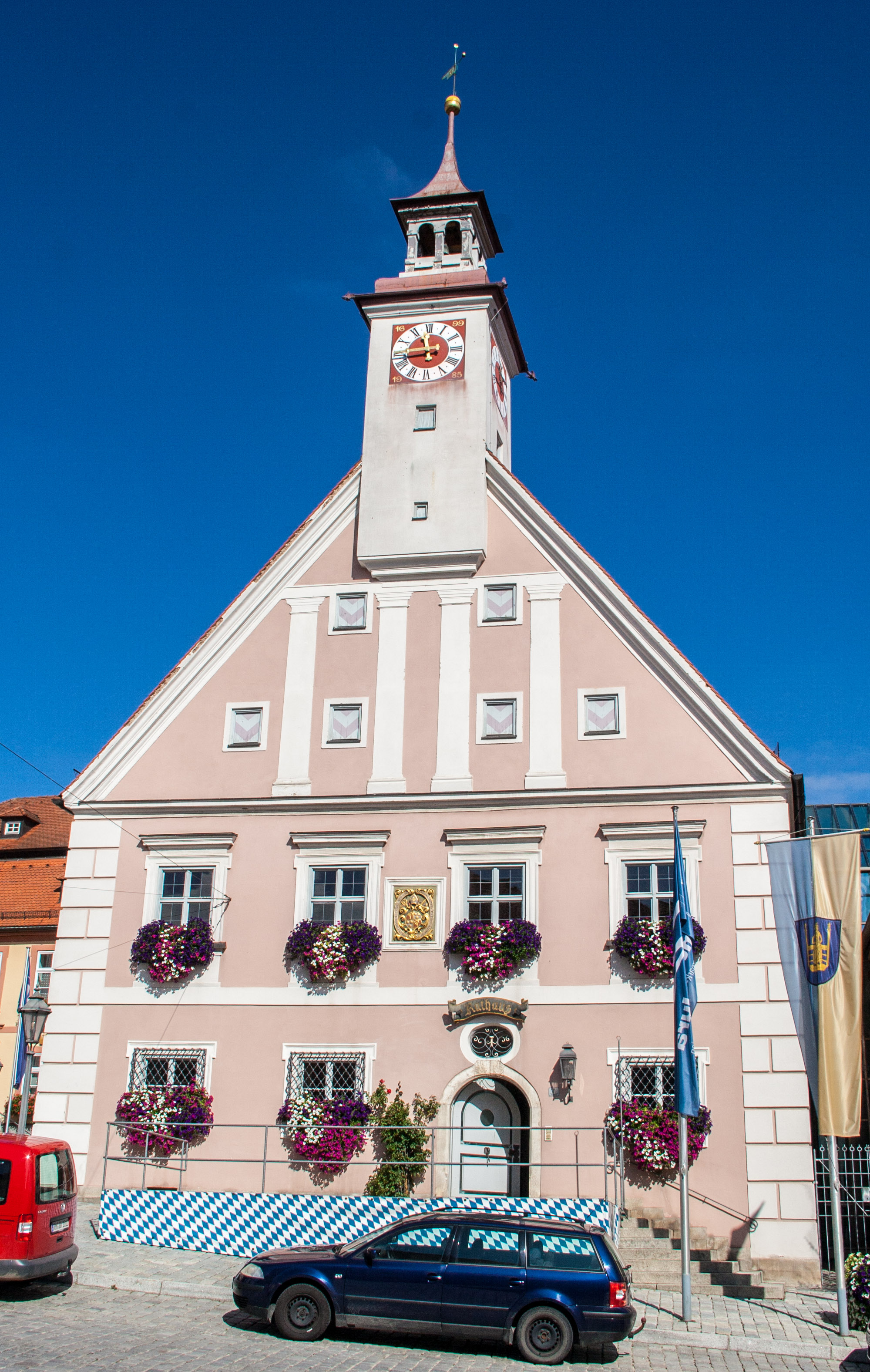
Rathaus

### Bauwerke

Kirche St. Jakob von innen mit Seitenaltären

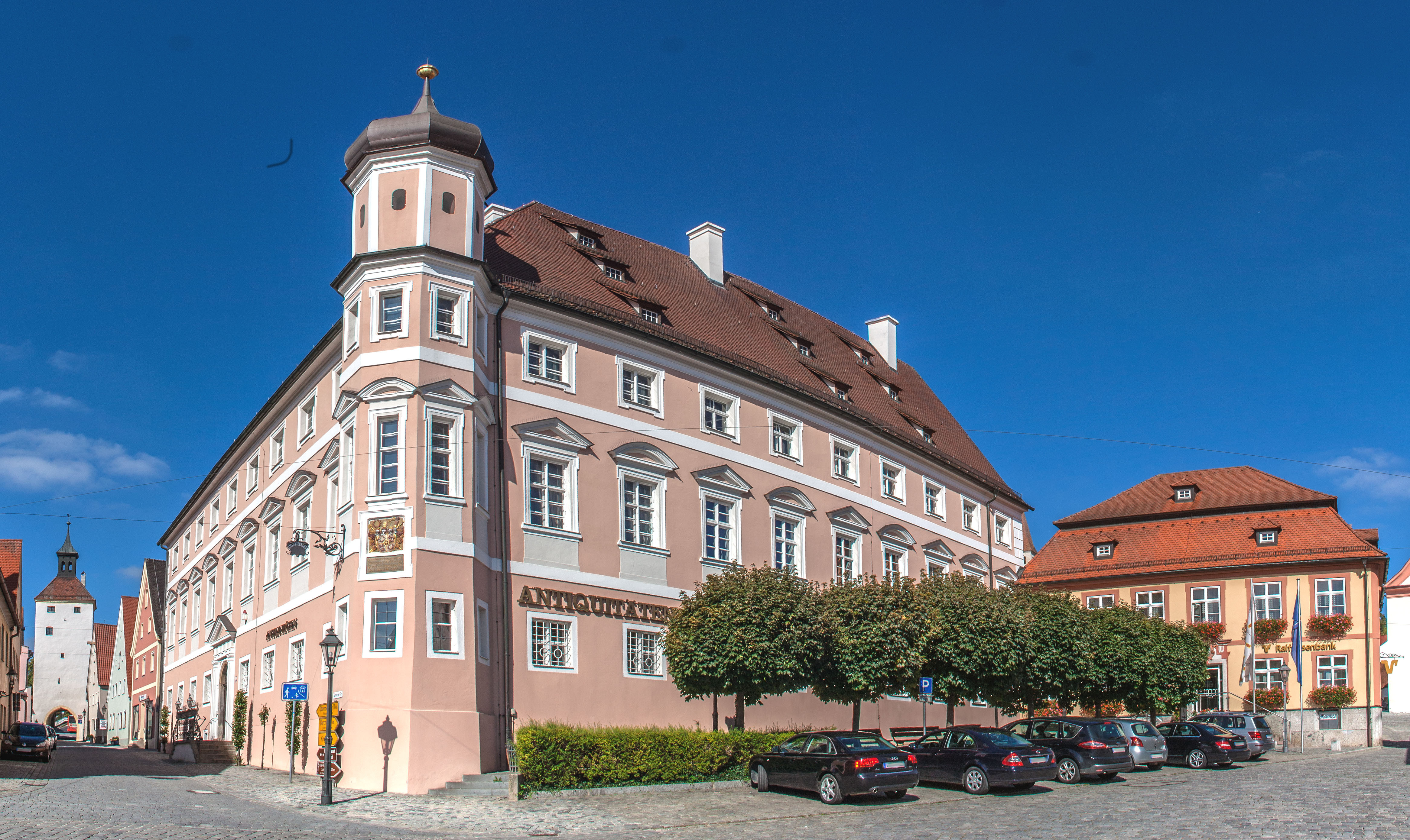
Schloss

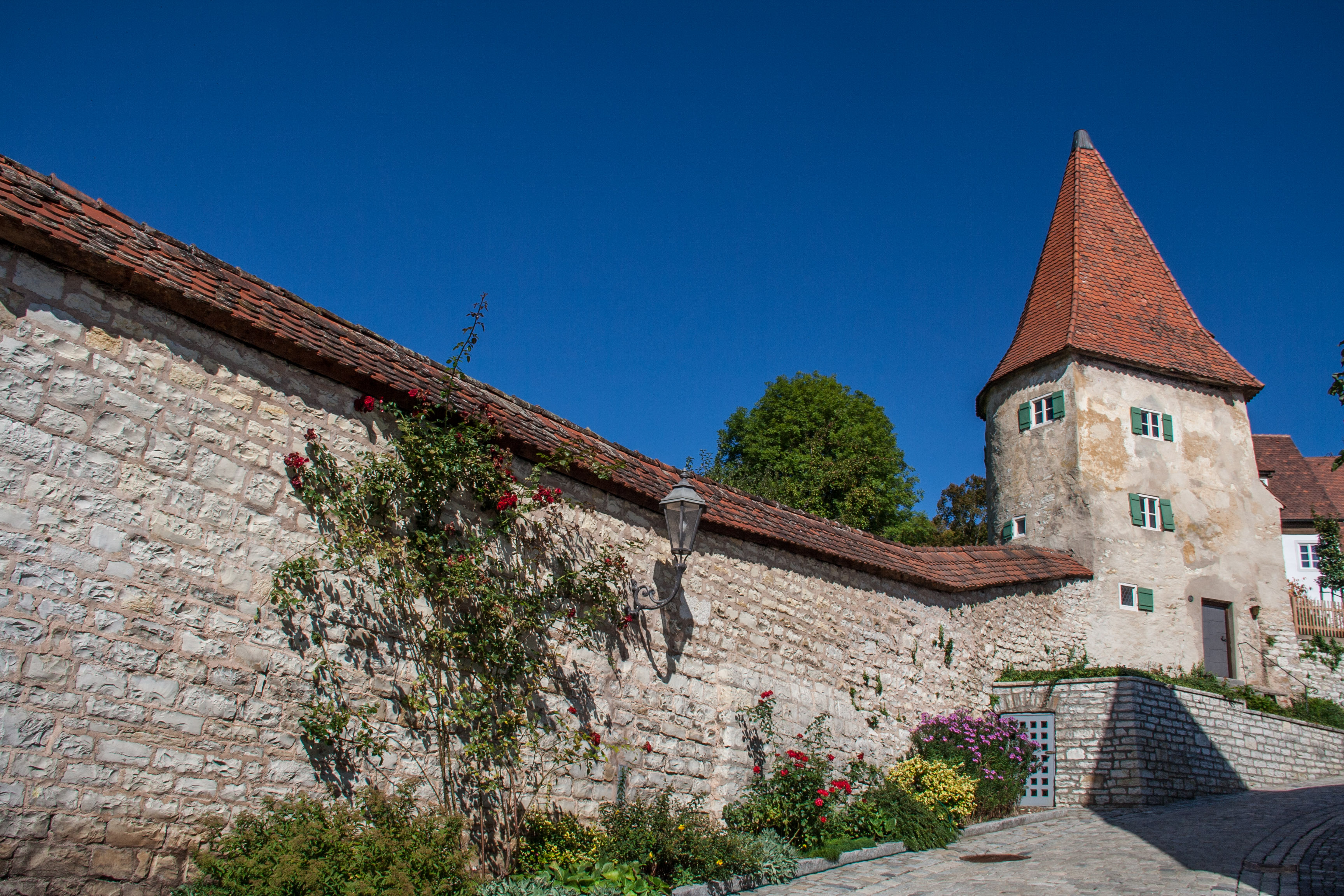
Stadtmauer mit Turm

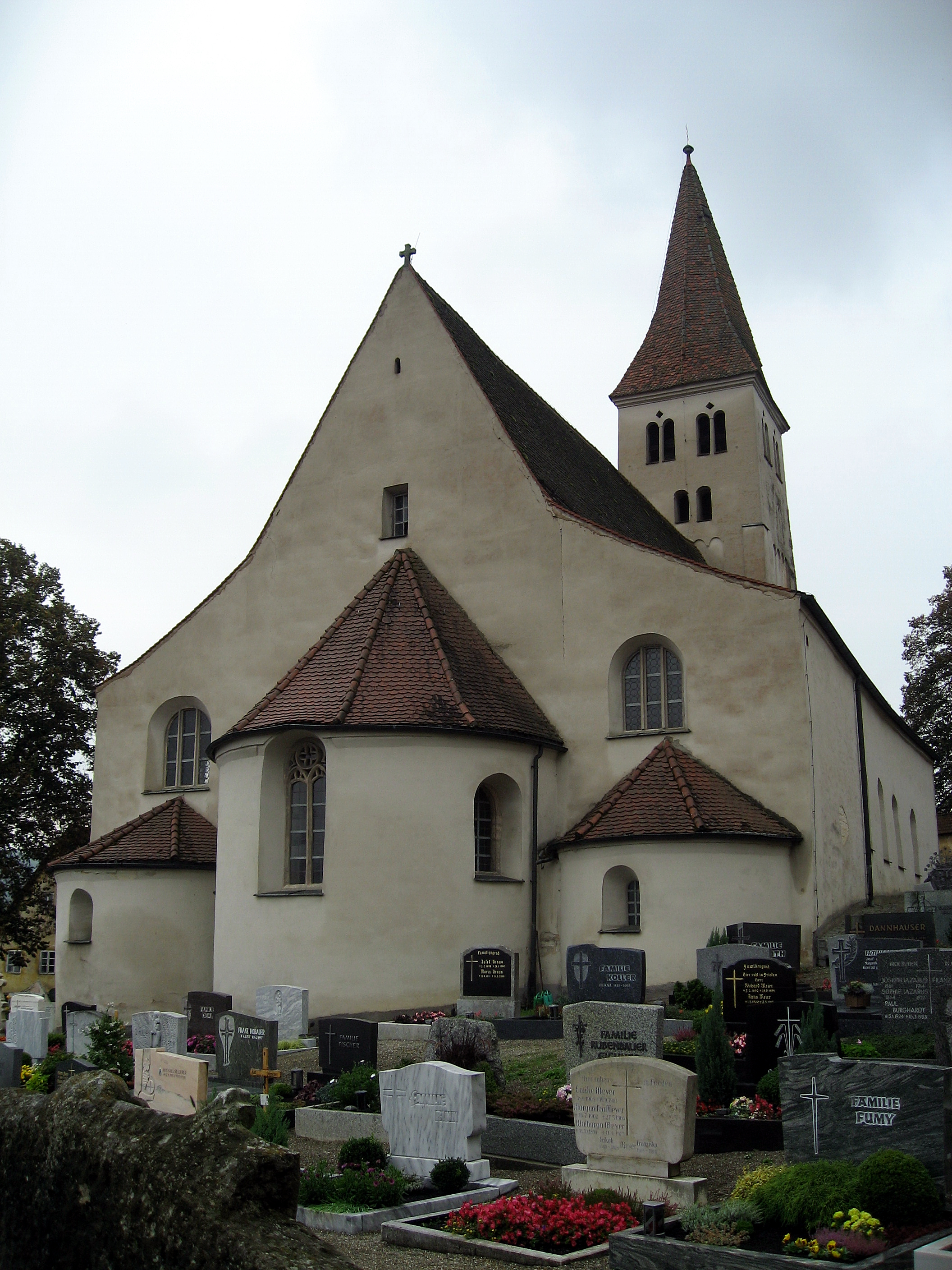

- Rathaus
Der Vorläuferbau wurde im Dreißigjährigen Krieg 1633 von schwedischen Soldaten niedergebrannt. 1699 entstand der jetzige barocke Bau mit dem Wappen des Fürstbischofs Johann Martin von Eyb (1697–1704) in der Fassade. Architekt war wahrscheinlich Hofbaumeister Jakob Engel aus Eichstätt.
- Katholische Stadtpfarrkirche St. Jakob
Die heutige Stadtpfarrkirche wurde 1725 bis 1728 erbaut, nachdem der Vorgängerbau, eine Jakobskapelle, im Dreißigjährigen Krieg niedergebrannt worden war. Die Kirchweih führte Fürstbischof Franz Ludwig Schenk von Castell am 17. Oktober 1728 durch. Die Altäre wurden am gleichen Tag dem heiligen Jakobus (Reliquien von Serverus und Serverinus), der heiligen Maria (Honestus und Casta) und dem heiligen Josef (Illuminatus und Benedicta) geweiht. Die Seitenaltäre wurden 1735 aus der Eichstätter Jesuitenkirche beschafft. Der Hauptaltar wurde zu Beginn des 19. Jahrhunderts aus dem Kloster Rebdorf beschafft. Nur das Altarbild stammt vom Vorgängeraltar. 1741 und 1742 stiftete die Stadt die 2,5 m hohen Kreuzweggemälde, welche im 19. Jahrhundert übermalt wurden. 1742 stifteten der Weinwirt Michael Reidel und seine Frau Margareta ein Kreuzreliquiar.
- Ehemaliges fürstbischöfliches Jägerhaus
Das frühere Forsthaus beherbergt die Raiffeisenbank. Es wurde 1741, wahrscheinlich unter Leitung des Hofarchitekten der Fürstbischöfe, Gabriel de Gabrieli, erbaut. Das Wappen über dem Eingang steht für Johann Anton II. Freiherr von Freiberg. Nach der Säkularisation 1803 wurde das Gebäude von der Stadt Greding erworben und zum Schulhaus mit Lehrerwohnung umgebaut. Bis 1966 war es Schulhaus. Danach wurde des von der Raiffeisenbank Greding erworben und zum Bankgebäude umgebaut.
- Fürstbischöfliches Jagdschloss
Das Jagdschloss wurde 1696 unter Fürstbischof Johann Euchar Schenk von Castell (1685–1697) von Hofbaumeister Jakob Engel erbaut, wie die Inschrift am Gebäude belegt. Es diente als Sitz der städtischen Verwaltung und als Wohnsitz bei Jagdveranstaltungen des Fürstbischofs. Das Schloss ist heute in Privatbesitz.
- Stadtmauer
Greding verfügt über einen fast vollständig erhaltenen Mauerring aus dem 14. Jahrhundert mit 18 Türmen und 3 Toren. Dieser Ring umfasst weiträumig das Stadtgebiet und zieht sich über die umgebenden Anhöhen.
Die Türme sind im Uhrzeigersinn:
  1. nordwestlicher Eckturm
  2. Knabenturm
  3. abgebrochen
  4. Thalmaierturm
  5. Hutterturm
  6. Kripferturm (überbrückt den Agbach)
  7. Mehlerturm
  8. Rauchturm
  9. Fürstentor
  10. Sammüller
  11. Streicherlerturm
  12. Luselturm
  13. Wilberturm
  14. Blasiturm (überbrückt den Agbach)
  15. Zeidlerturm
  16. Agbruchertor (Eichstätter Tor)
  17. südwestlicher Eckturm
  18. abgebrochen
  19. abgebrochen
  20. Faltertor (Nürnberger Tor oder Hausner Tor)
  21. Klerlturm
  22. Kusslerturm
- Romanische Basilika St. Martin

Das bedeutendste Bauwerk der Stadt steht im Nordwesten auf einer Anhöhe am Fuße des Kalvarienbergs, umgeben von einem engen Kirchhof und der Stadtmauer. St. Martin ist als dreischiffige romanische Hallenkirche mit drei Apsiden am Chor angelegt, eine für die Region typische Bauform. Sie ist der größte romanische Bau im ehemaligen Hochstift Eichstätt.
- Michaelskapelle/Karner/Sebastianskapelle

„Neben der Martinskirche ist die Michaelkapelle. Im Untergeschoss ist ein Ossarium, der sogenannte Karner, eingerichtet, der die Gebeine von etwa 2500 Verstorbenen enthält. Es ist einer von drei erhaltenen Karnern (Chammünster hat 5000 Gebeine) in Bayern. Der Bau stammt vermutlich aus dem 12. Jahrhundert. Als sicher kann gelten, dass er 1525 bestand, da in diesem Jahr eine Stiftung errichtet wurde. Das Beinhaus wurde im 14. Jahrhundert angelegt, als der Friedhof zu klein wurde. Diese Sitte wurde bis in das 18. Jahrhundert beibehalten. Die Kapelle war den heiligen Märyern Sebastian, Chrispin, Chrispinianus, dem heiligen Erzengel Michael und allen Heiligen geweiht. Kirchweih wurde am Sonntag nach dem Gedenktag des heiligen Simon und Judas gefeiert.“

### Museen
- Archäologie-Museum Greding
Hauptattraktion ist die rekonstruierte Grablegung von fünf Kriegern („Fürsten von Höbing“) aus der Zeit um 720 n. Chr. Aufgrund der gefundenen Kleidungsreste (Goldborten) und Waffen werden sie zum bajuwarischen Hochadel der damaligen Zeit gerechnet.[11]
Zur Sammlung gehören Jura-Fossilien und andere prähistorische Funde sowie Exponate zur Höhlenforschung im Altmühltal. Ein weiterer Aspekt sind Exponate zur Heimatkunde.
- Sparkassenmuseum
Ausstellung zur Geschichte der Sparkasse mit alten Büroeinrichtungen und -maschinen sowie Not- und Inflationsgeld.

### Veranstaltungen
Jedes Jahr findet am ersten Wochenende im September auf dem Marktplatz der Gredinger Trachtenmarkt statt. Mit rund 10.000 Besuchern gehört er zu den bedeutendsten Märkten seiner Art in Deutschland.

### Technik

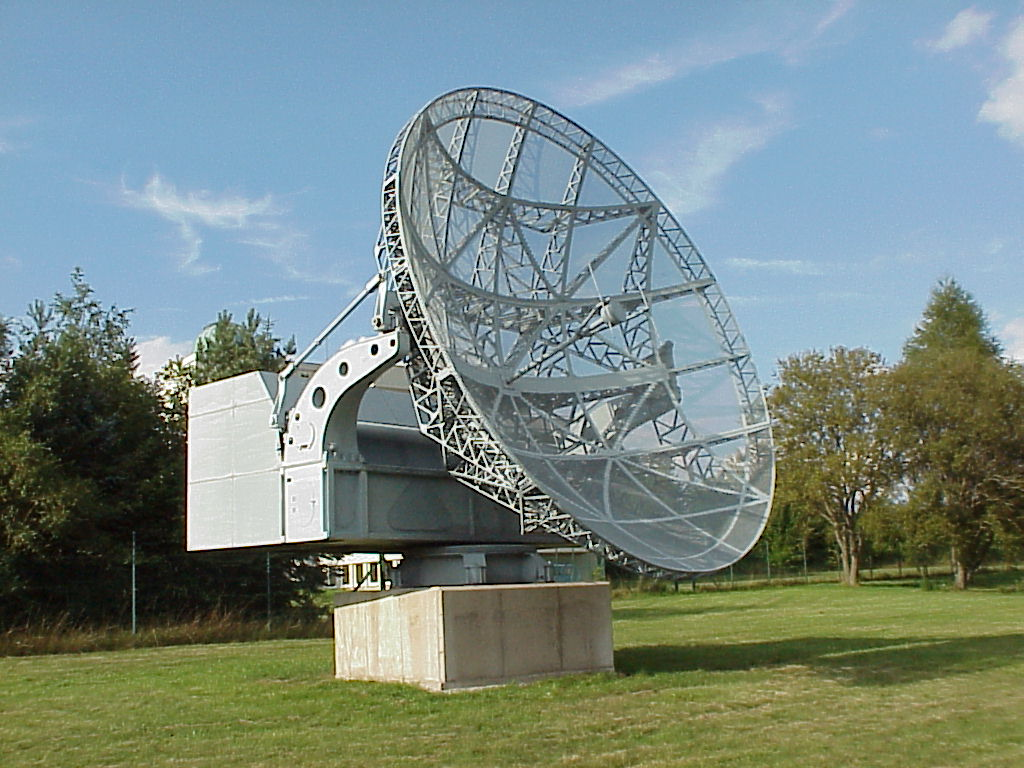
Würzburg-Riese, Exponat in Greding

- Radargerät „Würzburg-Riese“: Auf dem Kalvarienberg vor dem Eingang der Wehrtechnischen Dienststelle 81 ist ein solches Radargerät ausgestellt. Von ehemals 1500 dieser damals hochmodernen Radargeräte aus dem Zweiten Weltkrieg sind nur sehr wenige erhalten geblieben.

### Sport
- Aero-Club
- Fischereiverein Greding Schwarzachtal e. V.
- Königlich privilegierte Feuerschützengesellschaft Greding
- Skiclub Greding
- Tanzsportclub Greding
- Tennisclub Grün-Weiss
- Turn- und Sportverein

Durch Greding führt die Radstrecke der Challenge Roth.

## Söhne und Töchter von Greding
- Georg Jobst (1552–1620), Geistlicher, Rechtsgelehrter und Erzieher
- Johann Adam Bleibinhaus (1680–1749), Domkapellmeister zu Eichstätt
- Johann Michael Bast (1820–1891), Gründer der Bast AG Preßhefe-Fabrik, heute Deutsche Hefewerke
- Julius Kopp (1823–1892), Politiker (Patriotenpartei)
- Jakob Zierer (1824–1890), Politiker und Posthalter
- Benedikt Kögl (1892–1973), Maler
- Anton Biersack (1907–1982), Komponist
- Basilius Binder (1910–1947), Benediktiner und Professor für Moraltheologie an der Theologischen Fakultät in Salzburg
- Jutta Appelt (* 1939), Politikerin (CDU)
- Christian Heiß (* 1967), Kirchenmusiker
- Bernhard Müllers (* 1968), Organist

### Personen in Verbindung mit Greding
- David Mörlin (etwa 1565–nach 1608), deutscher Notar sowie Schulmeister und Stadtschreiber in Greding
- Adam Hirschmann (1856–1933), Pfarrer in Greding und Diözesanhistoriker
- Alfred Forstmeyer (1902–1989), Heimatforscher, Ingenieur und Ministerialdirektor
- Fredl Fesl (1947–2024), Musiker und Sänger, verbrachte einige Jahre in Greding
- Marion Niederländer (* 1966), deutsche Schauspielerin
- Patrick Lange (* 1981), Dirigent, wuchs in Greding auf
- Marina Schuster (* 1975), Politikerin (FDP), 2005–2013 Mitglied des Deutschen Bundestages, wuchs in Greding auf